# Jiří Trnka
Jiří Trnka (Plzeň, 24 febbraio 1912 – Praga, 30 dicembre 1969) è stato un illustratore, animatore e regista cecoslovacco, noto in particolare per le sue animazioni di pupazzi in passo uno.

## Biografia
Trnka era stato a contatto con il mondo delle marionette sin da piccolo, a motivo delle bambole e dei giocattoli che confezionava e vendeva la nonna. All'età di dodici anni poté lavorare come aiutante nel teatro di burattini di Josef Skupa, famoso burattinaio ceco. Grazie ai suoi insegnamenti Jiří imparò l'arte di costruire e muovere i burattini. Le difficoltà economiche della famiglia si fecero impellenti quando il padre di Jiří, idraulico, fece fallimento; ciononostante Josef Skupa, convinto del talento del giovane, riuscì a convincere i genitori del ragazzo a fargli frequentare la Scuola d'arti applicate di Praga.
Appena diplomatosi Jiří fondò un teatro dei burattini, ma non proseguì a lungo in quella occupazione; fra il 1936 e il 1945 lavorò come scenografo e illustratore, continuando a realizzare burattini per svago. In seguito alla cessazione del secondo conflitto mondiale e alla liberazione della Cecoslovacchia, il paese entrò sotto l'influenza dell'Unione Sovietica, e l'industria cinematografica fu nazionalizzata.
Nel 1963 lo Stato gli conferì il titolo di Artista nazionale. Nel 1968 vinse il premio Hans Christian Andersen per gli illustratori.

## Filmografia
- Animali e briganti - 1946
- Il regalo - 1946
- L'usignolo dell'Imperatore (Cisaruv Slavík) - 1949
- Canto della prateria (Árie prérie) - 1949
- Il Principe Bajaja - 1950
- Vecchie leggende ceche (Staré pověsti české) - 1953
- Il buon soldato Svejk (Dobrý voják Švejk) - 1955
- Sogno di una notte d'estate (Sen noci svatojánské) - 1959
- Nonna cibernetica - 1962
- L'arcangelo Gabriele e la signora Oca - 1964
- The Hand (Ruka) - pupazzi animati, colore, 1965